# Caterina Gonzaga di Giorgio
Caterina Gonzaga di Giorgio (Novellara, ... – XVI secolo) è stata una nobildonna italiana.

## Biografia
Caterina Gonzaga, famosa per la sua bellezza, è nota per essere stata l'amante di alcuni potenti dell'epoca: il re di Napoli Ferdinando II d'Aragona detto Ferrandino, il signore di Firenze Piero il Fatuo e il re di Francia Carlo VIII.
Di lei si parla per un episodio verificatosi nel corso del settembre 1494, mentre Ferrandino d'Aragona, allora duca di Calabria, era accampato presso la città di Cesena.
L'avvenimento è riportato in una lettera datata 4 ottobre di Bernardo Dovizi da Bibbiena a Piero il Fatuo: Ferrandino venne una sera avvicinato da un "valente huomo" di nome Mattio, il quale gli fece intendere di dovergli parlare di una faccenda di enorme importanza. Ricevuto dunque dal duca nel giorno successivo, Mattio gli riferì che v'era una "nobilissima et bellissima madonna [...] per nobiltà e bellezza la prima fanciulla di tucta la Romagna" la quale avendo ammirato quattro anni addietro un ritratto di Ferrandino e avendo sentito lodare le sue innumerevoli virtù, si era perdutamente innamorata di lui e con proprio rischio e pericolo era venuta fino a Cesena soltanto per poterlo vedere; per di più, avendolo veduto, s'era infiammata a tal punto di lui che "non truova posa né locho o cosa che porti alcuno refrigerio a tanto suo fuocho". Lo pregava dunque Mattio ch'egli si degnasse di "havere compassione di chi per voi muore", e che volesse accontentarla nel suo desiderio, poiché altrimenti "la vita della meschinella presto mancheria". Ferrandino, com'è ragionevole, restò inizialmente in dubbio che potesse trattarsi di un complotto ai suoi danni e che la donna volesse avvelenarlo attraverso il coito, tanto più che proveniva da territorio nemico, e dunque la fece attendere qualche altro giorno, informandosi frattanto circa la sua identità, prima di convincersi ch'era sciocco da parte propria dubitare di qualche pericolo e di acconsentire all'incontro. Dunque, fingendo di uscire a caccia, egli si recò in gran segreto in una casa di campagna dove l'attendeva la donna e dove "consumò el sancto matrimonio con grandissima dolcezza dell'una parte et dell'altra".

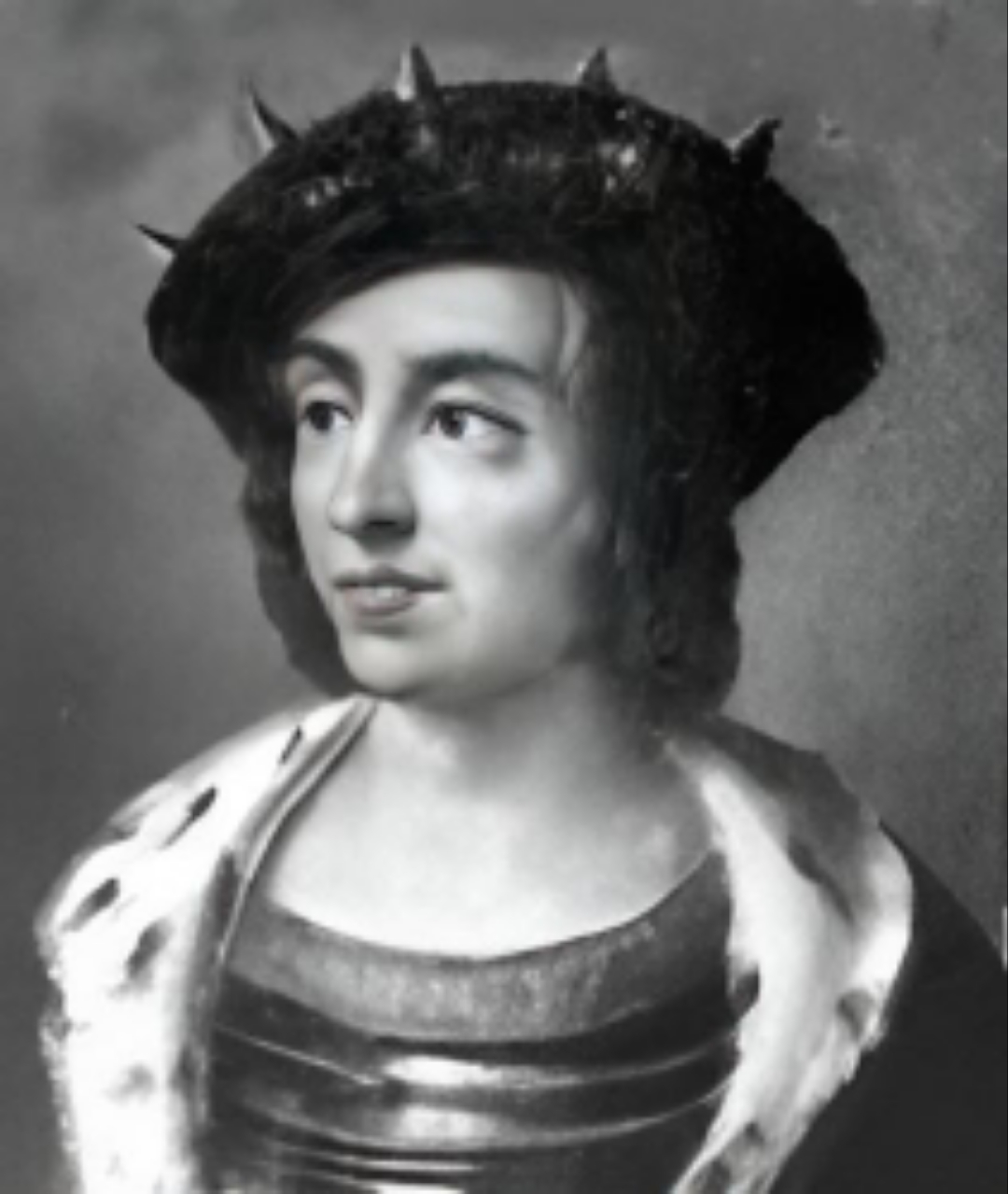
Presunto ritratto di re Ferrandino.

Questa donna, indicata nella lettera con il nome di Caterina Gonzaga, era forse una Gonzaga del ramo di Novellara e magari figlia di quel Giorgio Gonzaga morto nel 1487 e dunque sorella di quella Taddea che sposò Matteo Maria Boiardo. Il Dovizi, che si mostra assai scettico sulla sincerità dell'amore professato dalla donna, non manca di scrivere le proprie impressioni a tal proposito a Piero il Fatuo, giudicando che Caterina dovesse forse avere sentito parlare in giro delle notevoli dimensioni del membro virile di Ferrandino, che egli descrive in termini entusiastici come "assai horrevole" (ovvero sia "onorevole"), e che dunque più che dall'amore fosse spinta dalla lussuria.
Sebbene Ferrandino non abbia poi "per sua conscentia" rivelato ad alcuno la relazione se non a poche persone, fra cui appunto il Dovizi (con il quale era solito parlare "liberamente de ogni cosa") e il marchese di Pescara Alfonso II d'Avalos, la fama della grande bellezza di tale Caterina giunse sino alle orecchie di Ludovico il Moro che in quel tempo si trovava ad Asti in compagnia del re di Francia Carlo VIII, il quale era sempre desideroso di avere attorno a sé belle donne. Ludovico mandò dunque un messo da Caterina, invitandola a recarsi ad Asti per compiacere il re e le offrì in cambio la somma di oltre 3500 ducati, che sarebbero dovuti servire per pagarle il viaggio. Caterina tuttavia, sdegnata dalla proposta, pregò Ferrandino che l'aiutasse a inventare una scusa buona a declinare l'offerta, poiché "da lui né vuole né può partirsi". Egli deliberò allora, fra le risate degli amici, che Caterina promettesse al Moro d'andare e accettasse l'offerta in denaro, ma che rubasse invece i ducati all'uomo che glieli avrebbe portati e si restasse con lui a Cesena. Ciò nondimeno Ferrandino, poiché gli era stato detto che Piero il Fatuo aveva provato a ottenere la donna senza tuttavia riuscirvi, si mostrò molto disponibile a prestargliela, dicendo: «Io voglio che queste cose delle donne, come le altre, tucte sieno tra noi communi». Il Dovizi ribatté dicendo che l'offerta di scambio a Piero non sarebbe convenuta di certo, in quanto Piero aveva presso di sé amanti mentre Ferrandino no, inoltre giudicò che la sua disponibilità fosse dovuta al fatto che in verità la "carne" di Caterina non gli piacesse, cosa che Ferrandino gli assicurò non essere vera, sostenendo "che di lei gli piace ogni cossa" e che anzi prima di partire "ne vuole un’altra scorpacciata".

Da una lettera successiva del Dovizi, datata 9 ottobre, apprendiamo che Piero il Fatuo spedì poi al campo certe lettere con un ritratto della stessa Caterina, a dimostrazione del fatto che la donna fosse già stata sua amante. Riferisce il Dovizi che Ferrandino, dopo avere letto insieme a lui la lettera, ne "rise tanto et sì di cuore che non potrei dire più, et vi giuro che non lo ho visto né credo vedere mai in tanta letitia quanto fu allhora", e volle fosse riletta più volte anche in presenza dell'Avalos. Ferrandino confessò poi difatti di avere mentito nel dire che la donna gli fosse piaciuta, credendo che né Piero né il Dovizi la conoscessero, mentre in verità non gli era piaciuta per nulla, se non per "un pocho di maniere", dicendo che era più pelosa di un fauno, che le sue carni parevano di burro e che aveva modi "da puttane", e che insomma gli stava "più a noia che il diavolo". Aggiunge inoltre che se ancora Caterina avrà voglia di lui, allora dovrà venire ella stessa in campo a trovarlo, "altrimenti se lo può grattare tanto che si cavi la foia da sé", poiché egli "non se ne moverà un passo", e che "se lei non viene in campo, si può impichare per costui, che del rivederlo non facci più conto, et se venissi in campo proverrà come pesa il Marchese", ovvero sia se si presentasse in campo Ferrandino la offrirebbe altrettanto all'amico Alfonso d'Avalos. Conclude la questione il Dovizi dicendo che Ferrandino offrì anche a lui di provare la donna, ma che egli non si sarebbe mai permesso di giacere con una donna con la quale avesse già giaciuto il proprio signore Piero, infatti "dove è andato il padrone si guarderia quanto dal fuoco et diavolo andarvi epso".

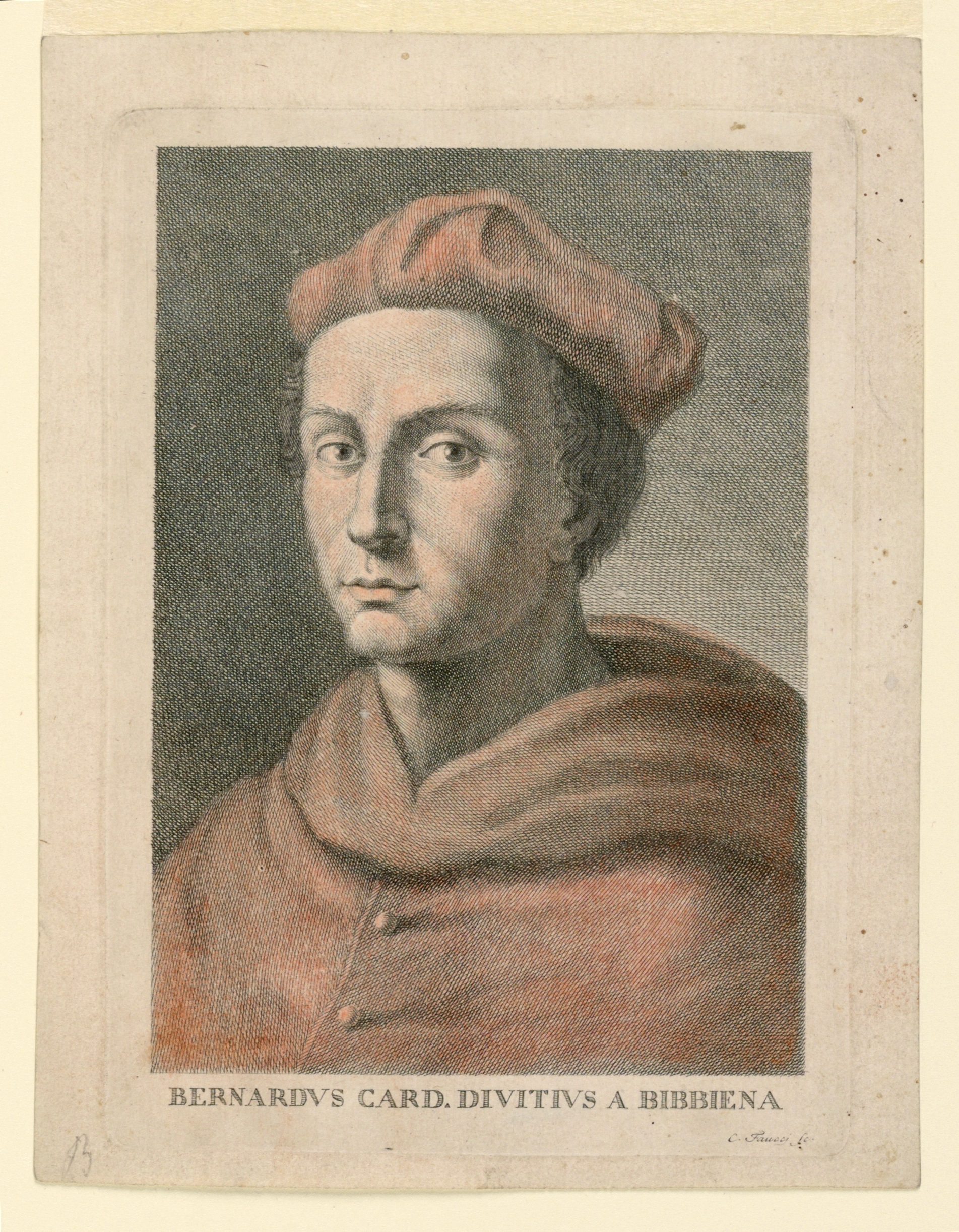
Il cardinale Bernardo Dovizi da Bibbiena in una stampa del XVIII secolo, Carlo Faucci.

Le lettere del Dovizi di questo periodo, oltremodo farcite d'oscenità e doppi sensi, a partire dal XIX secolo sono state abbondantemente censurate in tutte le opere e i saggi che trattano l'argomento, tuttavia sono tutt'oggi conservate presso l'archivio di stato mediceo di Firenze e fruibili digitalmente.

Sembra che, dopo questa rottura, Caterina avesse rivalutato l'offerta fattale dal Moro: tra le amanti di Carlo VIII, ormai entrato trionfalmente a Napoli, è segnalata infatti una Gonzaga incontrata a Guastalla, la quale si ipotizza essere proprio Caterina. Così risulta dal cronista Marin Sanudo e da una relazione degli ambasciatori veneti del maggio 1495:
(L.S. Olschki, Biblioteca dell'"Archivum Romanicum, p. 163.)
(Marin Sanudo, La spedizione di Carlo VIII in Italia, pp. 261-262.)
Sempre a quanto informa il Sanudo, questa Gonzaga seguì il re in Francia, dove egli le aveva donato uno stato (nel senso di ricco possedimento), e lì si trovava ancora nel dicembre 1496.

## Discendenza
Caterina sposò Girolamo Lion.

## Ascendenza
|                      |               |                      | Genitori                |  |  | Nonni |  |  | Bisnonni         |  |  | Trisnonni        |  |
|                      |               |                      |                         |  |  |       |  |  | Guido II Gonzaga |  |  | Feltrino Gonzaga |  |
|                      |               |                      |                         |  |  |       |  |  | Guido II Gonzaga |  |  | Feltrino Gonzaga |  |
|                      |               | Antonia da Correggio |                         |  |  |       |  |  | Guido II Gonzaga |  |  |                  |  |
| Giacomo Gonzaga      |               |                      |                         |  |  |       |  |  | Guido II Gonzaga |  |  |                  |  |
|                      |               | Ginevra Malatesta    | Malatesta III Malatesta |  |  |       |  |  |                  |  |  |                  |  |
|                      |               | Ginevra Malatesta    | Malatesta III Malatesta |  |  |       |  |  |                  |  |  |                  |  |
|                      |               | Ginevra Malatesta    | Costanza Ondedei        |  |  |       |  |  |                  |  |  |                  |  |
| Giorgio Gonzaga      |               | Ginevra Malatesta    |                         |  |  |       |  |  |                  |  |  |                  |  |
|                      |               | Marco I Pio          | Giberto I Pio           |  |  |       |  |  |                  |  |  |                  |  |
|                      |               | Marco I Pio          | Giberto I Pio           |  |  |       |  |  |                  |  |  |                  |  |
|                      |               | Marco I Pio          | Bianca Casati           |  |  |       |  |  |                  |  |  |                  |  |
| Ippolita Pio         |               | Marco I Pio          |                         |  |  |       |  |  |                  |  |  |                  |  |
|                      |               | Taddea de' Roberti   | Cabrino de' Roberti     |  |  |       |  |  |                  |  |  |                  |  |
|                      |               | Taddea de' Roberti   | Cabrino de' Roberti     |  |  |       |  |  |                  |  |  |                  |  |
|                      |               | Taddea de' Roberti   | Margherita del Sale     |  |  |       |  |  |                  |  |  |                  |  |
| Caterina Gonzaga     |               | Taddea de' Roberti   |                         |  |  |       |  |  |                  |  |  |                  |  |
|                      | Guido Torelli | Marsiglio Torelli    |                         |  |  |       |  |  |                  |  |  |                  |  |
|                      | Guido Torelli | Marsiglio Torelli    |                         |  |  |       |  |  |                  |  |  |                  |  |
|                      | Guido Torelli | Elena d'Arco         |                         |  |  |       |  |  |                  |  |  |                  |  |
| Cristoforo I Torelli | Guido Torelli |                      |                         |  |  |       |  |  |                  |  |  |                  |  |
|                      |               | Orsina Visconti      | Antonio Visconti        |  |  |       |  |  |                  |  |  |                  |  |
|                      |               | Orsina Visconti      | Antonio Visconti        |  |  |       |  |  |                  |  |  |                  |  |
|                      |               | Orsina Visconti      | Anastasia Carcano       |  |  |       |  |  |                  |  |  |                  |  |
| Alda Torelli         |               | Orsina Visconti      |                         |  |  |       |  |  |                  |  |  |                  |  |
|                      |               | Marco I Pio          | Giberto I Pio           |  |  |       |  |  |                  |  |  |                  |  |
|                      |               | Marco I Pio          | Giberto I Pio           |  |  |       |  |  |                  |  |  |                  |  |
|                      |               | Marco I Pio          | Bianca Casati           |  |  |       |  |  |                  |  |  |                  |  |
| Taddea Pio           |               | Marco I Pio          |                         |  |  |       |  |  |                  |  |  |                  |  |
|                      |               | Taddea de' Roberti   | Cabrino de' Roberti     |  |  |       |  |  |                  |  |  |                  |  |
|                      |               | Taddea de' Roberti   | Cabrino de' Roberti     |  |  |       |  |  |                  |  |  |                  |  |
|                      |               | Taddea de' Roberti   | Margherita del Sale     |  |  |       |  |  |                  |  |  |                  |  |
|                      |               | Taddea de' Roberti   |                         |  |  |       |  |  |                  |  |  |                  |  |